# Cmentarz żydowski w Nowym Żmigrodzie
Cmentarz żydowski w Nowym Żmigrodzie – został założony na początku XVI wieku i zajmuje powierzchnię 2 ha. Cmentarz został zniszczony podczas II wojny światowej. Zachowało się około 250 nagrobków z czego około 100 jest w dobrym stanie. Najstarszy zachowany nagrobek pochodzi z 1742 roku. Po wojnie na kirkucie dokonano dwóch pochówków. W 1955 odbył się ostatni z nich – pochowano Pinkasa Wohlmuta, który był ostatnim Żydem mieszkającym w Nowym Żmigrodzie.

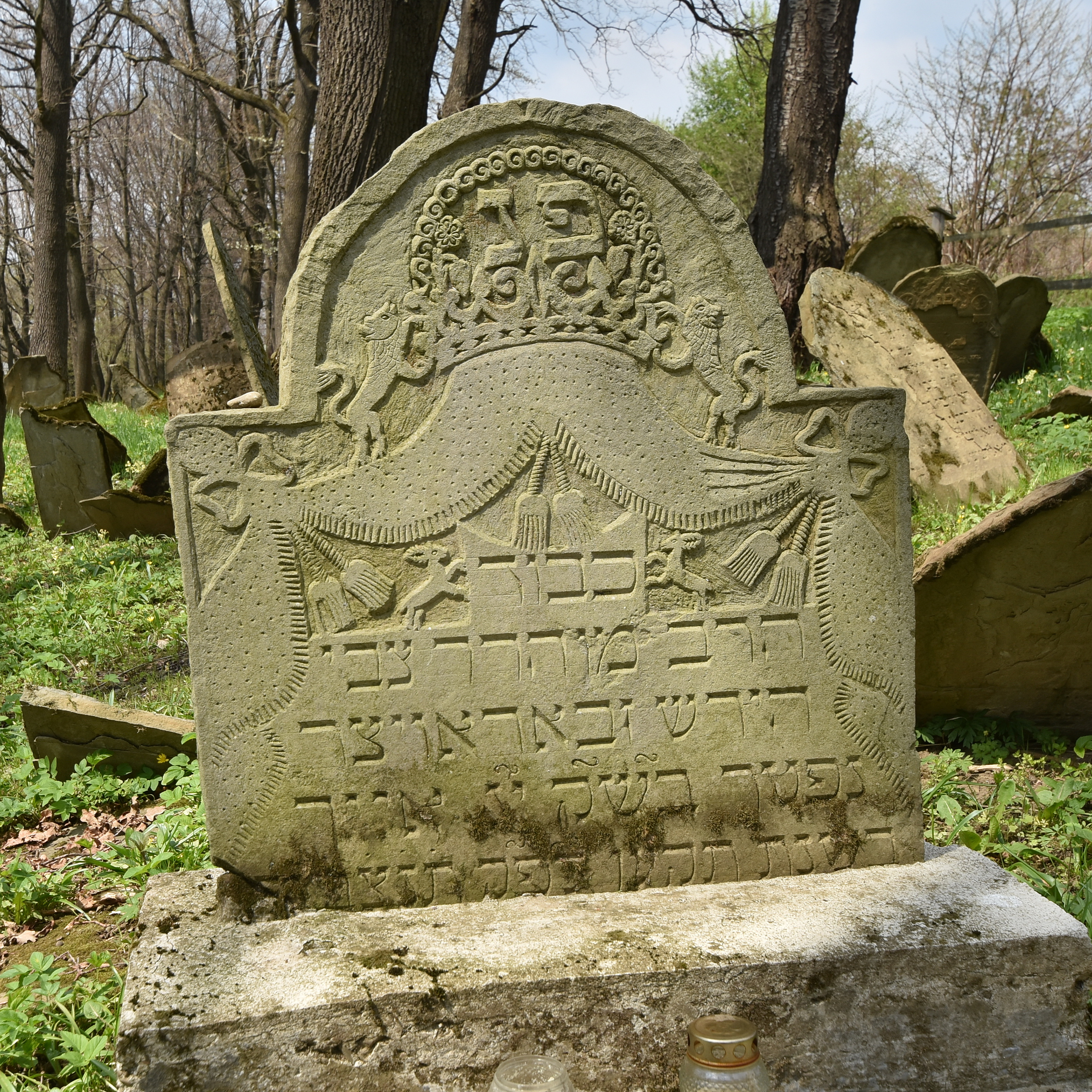
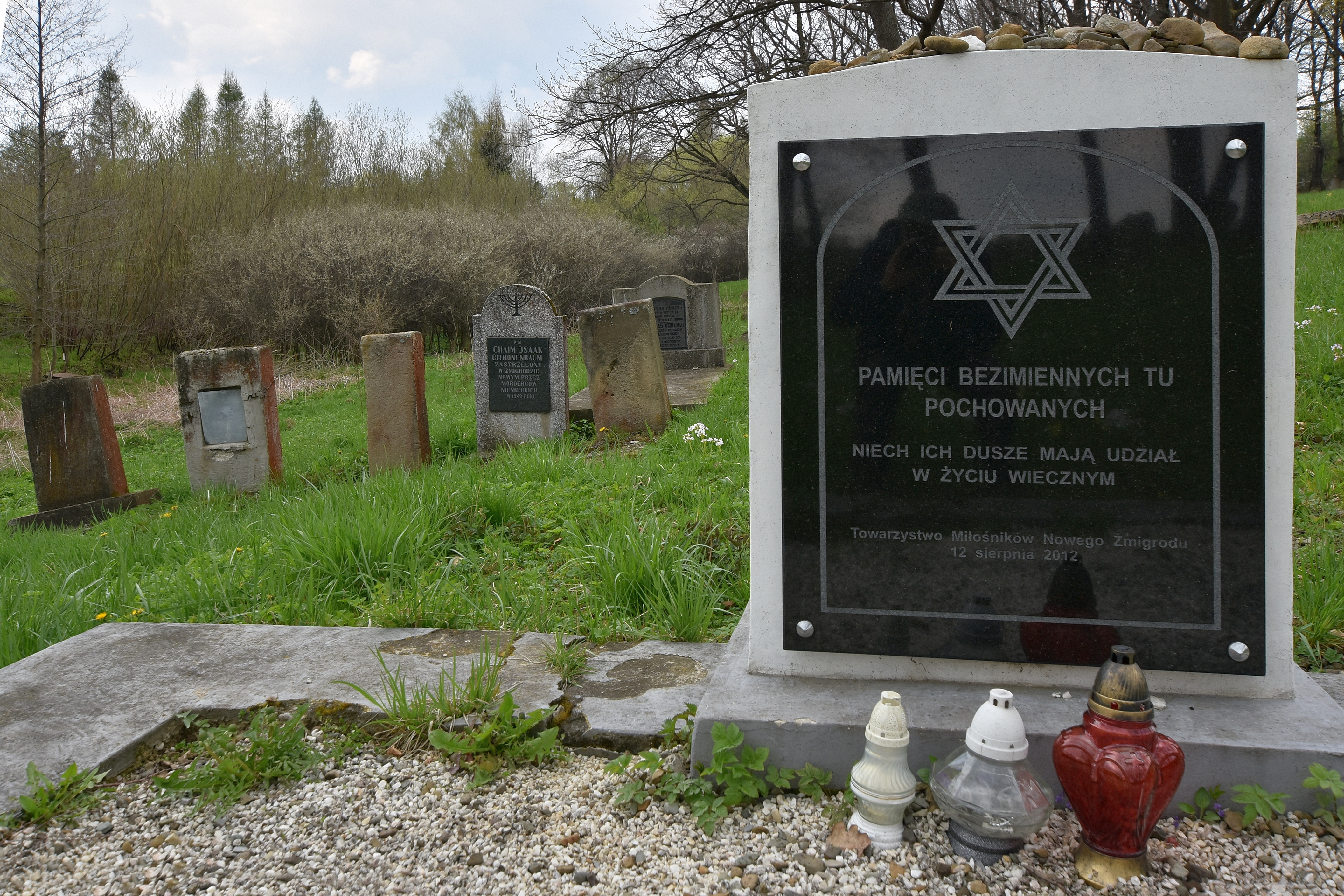
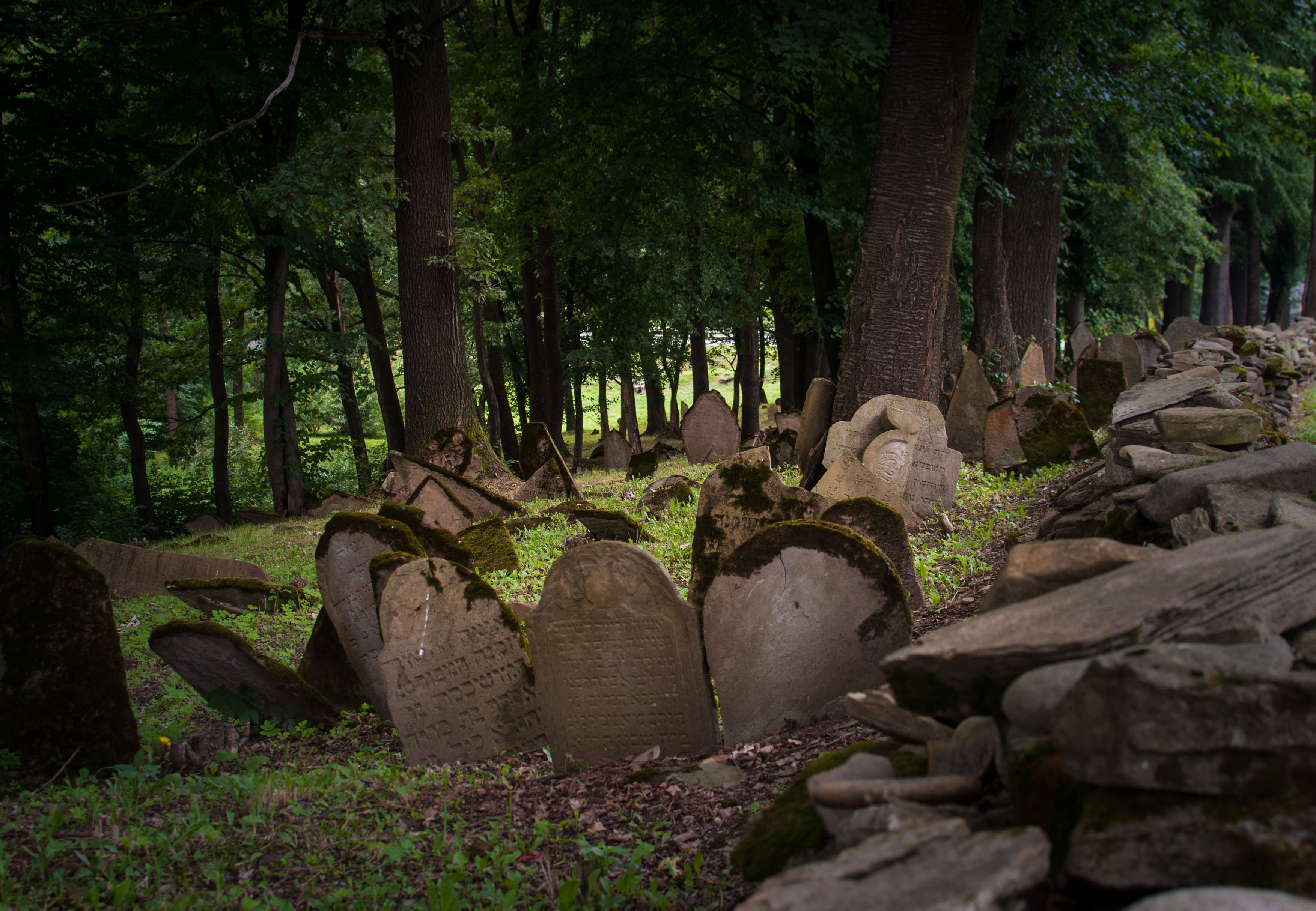
Zdjęcie wyróżnione w konkursie Wiki Lubi Zabytki 2022